# Mehlville (Misuri)
Mehlville es un lugar designado por el censo ubicado en el condado de San Luis en el estado estadounidense de Misuri. En el Censo de 2010 tenía una población de 28380 habitantes y una densidad poblacional de 1.442,55 personas por km².

## Geografía
Mehlville se encuentra ubicado en las coordenadas 38°30′8″N 90°18′52″O / 38.50222, -90.31444. Según la Oficina del Censo de los Estados Unidos, Mehlville tiene una superficie total de 19.67 km², de la cual 19.32 km² corresponden a tierra firme y (1.8%) 0.35 km² es agua.

## Demografía
Según el censo de 2010, había 28380 personas residiendo en Mehlville. La densidad de población era de 1.442,55 hab./km². De los 28380 habitantes, Mehlville estaba compuesto por el 92.41% blancos, el 3.02% eran afroamericanos, el 0.16% eran amerindios, el 2.07% eran asiáticos, el 0.04% eran isleños del Pacífico, el 0.74% eran de otras razas y el 1.56% pertenecían a dos o más razas. Del total de la población el 2.91% eran hispanos o latinos de cualquier raza.